# Microgomphus camerunensis
Microgomphus camerunensis är en trollsländeart som beskrevs av Cynthia Longfield 1951. Microgomphus camerunensis ingår i släktet Microgomphus och familjen flodtrollsländor. IUCN kategoriserar arten globalt som livskraftig. Inga underarter finns listade i Catalogue of Life.